# علي بن سالم (سياسي)
علي بن سالم هو ناشط وسياسي تونسي، ولد في 1931 في بنزرت وتوفي في 27 يوليو 2023. نشط حزبياً في نداء تونس. في الانتخابات التشريعية التونسية 2014، انتخب عضو مجلس نواب الشعب ‏ عن دائرة دائرة بنزرت الانتخابية (2 ديسمبر 2014 – 13 نوفمبر 2019).